# Saropogon proximus
Saropogon proximus là một loài ruồi trong họ Asilidae. Saropogon proximus được Hutton miêu tả năm 1901. Loài này phân bố ở miền Australasia.